# Leontine Sagan
Leontine Sagan (Vienna, 13 febbraio 1889 – Pretoria, 20 maggio 1974) è stata una regista cinematografica tedesca.
Nel 1931 girò con Carl Froelich Ragazze in uniforme, il suo maggior successo. Trasferitasi in Inghilterra nel 1932 per l'imminente avvento di Adolf Hitler, nello stesso anno girò L'uomo del domani, film di scarso successo.